# Мілл-Шоулс (Іллінойс)
Мілл-Шоулс (англ. Mill Shoals) — селище (англ. village) в США, в окрузі Вайт штату Іллінойс. Населення — 176 осіб (2020).

## Географія
Мілл-Шоулс розташований за координатами 38°14′58″ пн. ш. 88°20′44″ зх. д. / 38.24944° пн. ш. 88.34556° зх. д. (38.249445, -88.345559).  За даними Бюро перепису населення США в 2010 році селище мало площу 2,05 км², уся площа — суходіл.

## Демографія
Згідно з переписом 2010 року, у селищі мешкало 215 осіб у 96 домогосподарствах у складі 68 родин. Густота населення становила 105 осіб/км².  Було 115 помешкань (56/км²).
Расовий склад населення:
| - 99,5 % — білих |

До двох чи більше рас належало 0,5 %. Частка іспаномовних становила 0,9 % від усіх жителів.
За віковим діапазоном населення розподілялося таким чином: 22,3 % — особи молодші 18 років, 54,0 % — особи у віці 18—64 років, 23,7 % — особи у віці 65 років та старші. Медіана віку мешканця становила 46,5 року. На 100 осіб жіночої статі у селищі припадало 99,1 чоловіків;  на 100 жінок у віці від 18 років та старших — 96,5 чоловіків також старших 18 років.
Середній дохід на одне домашнє господарство  становив 48 039 доларів США (медіана — 38 750), а середній дохід на одну сім'ю — 56 315 доларів (медіана — 48 125). За межею бідності перебувало 5,4 % осіб, у тому числі 0,0 % дітей у віці до 18 років та 10,9 % осіб у віці 65 років та старших.
Цивільне працевлаштоване населення становило 95 осіб. Основні галузі зайнятості: освіта, охорона здоров'я та соціальна допомога — 20,0 %, сільське господарство, лісництво, риболовля — 18,9 %, мистецтво, розваги та відпочинок — 14,7 %, роздрібна торгівля — 11,6 %.